# Château de Roubion
Le château de Roubion  est un château médiéval édifié au XIIe siècle.

## Situation
Il est situé sur un rocher dit « la barre de Castel » surplombant le village de Roubion dans les Alpes-Maritimes.

## Historique
Le château est cité à la fin du XIIe siècle.
Le château appartenait au XIIIe siècle aux frères Guillaume et Raimond Rostaing, co-seigneurs de Beuil. Ils exerçaient la justice dans la seigneurie de Roubion.
Après le mariage d'Astruge de Beuil avec Andaron Grimaldi, le château est entré dans le patrimoine de la famille Grimaldi de Bueil.
Le château a été incendié ainsi que le village qui est mis à sac par les troupes françaises du marquis de Vins, en 1691, pendant la guerre de la Ligue d'Augsbourg. Il en reste la base des quatre tours et des vestiges des murs de l'enceinte.
Il est inscrit aux monuments historiques par arrêté du 22 décembre 1941.